# 白雲階梯
《白雲階梯》（韓語：구름계단）是韓國KBS電視台於2006年9月至11月期間播放的月火迷你連續劇，由申東旭、韓智慧、林晶恩、金正賢等演出。本劇改編自日本作家渡邊淳一的同名小說。目前《白雲階梯》被翻拍成本劇（韓國版）及日劇，日劇相關內容請參見《白雲階梯》。

## 劇情介紹
崔鐘秀自小與吳允熙在孤兒院長大。鐘秀因沒有能力承擔大學學費而放棄考試，後來，他到了一個小島，遇到一間小醫院的所長，所長勸他留下來當他的助手，鐘秀因此懂得照顧病人及做一些小手術。尹貞媛為了宣傳父親的醫院，來到一間在小島上的小醫院作訪問。在那裏，貞媛遇到了鐘秀，但她卻突然因急性闌尾炎而陷入昏迷，鐘秀給她做手術，成功地救活她，貞媛的家人誤會鐘秀是能幹醫生而邀請他到首爾的醫院工作......

## 演員表

### 主要角色
- 申東旭 飾演 崔鐘秀
- 韓智慧 飾演 尹貞媛
- 金正鉉 飾演 金道憲
- 林晶恩 飾演 吳允熙

### 其他角色
- 崔鐘元 飾演 卞所長
- 金容建 飾演 尹博士
- 梁錦錫 飾演 貞媛母
- 李美英 飾演 允熙母
- 延圭真 飾演 金社長

## 外部連結
- 本劇韓國KBS官方網站 （页面存档备份，存于） 

| KBS 2TV 月火劇                                     | KBS 2TV 月火劇                             | KBS 2TV 月火劇 |
| -------------------------------------------------- | ------------------------------------------ | -------------- |
|                                                    | 白雲階梯 （2006年9月18日 - 2006年11月7日） |                |
| 葡萄園裏的那男子 （2006年7月24日 - 2006年9月12日） | 雪之女王 （2006年11月13日 - 2007年1月8日） |                |